# Lutopecny
Lutopecny är en ort i Tjeckien.   Den ligger i regionen Zlín, i den östra delen av landet, 230 km öster om huvudstaden Prag. Lutopecny ligger 211 meter över havet och antalet invånare är 559.
Terrängen runt Lutopecny är platt. Runt Lutopecny är det ganska tätbefolkat, med 100 invånare per kvadratkilometer. Närmaste större samhälle är Kroměříž, 3,5 km öster om Lutopecny. Trakten runt Lutopecny består till största delen av jordbruksmark.